# Coccus muiri
Coccus muiri är en insektsart som beskrevs av Kotinsky 1908. Coccus muiri ingår i släktet Coccus och familjen skålsköldlöss. Inga underarter finns listade i Catalogue of Life.